# Ken Sema
Ken Sema (Norrköping, Östergötland, 30 de septiembre de 1993) es un futbolista sueco. Juega de centrocampista y su equipo es el Pafos F. C. de la Primera División de Chipre.

## Trayectoria

### IFK Norrköping y Ljungskile SK
Se unió al primer equipo del IFK Norrköping en 2013 a los 19 años. Sin embargo, pasó su primera temporada en el club a préstamo en el IF Sylvia y para el final de la temporada su contrato no fue renovado. En 2014 firmó con Ljungskile SK. 

### Östersunds FK
En enero de 2016 fichó por el Östersunds FK de la Allsvenskan. Ganó la Svenska Cupen 2016-17 con el club, asistiendo en tres de los cuatro goles en la final. 

### Watford
El 4 de julio de 2018 se anunció que se uniría al Watford F. C. de la Premier League por cinco años. 

### Udinese
El 22 de agosto de 2019 fue cedido una temporada al Udinese Calcio.

## Selección nacional
En 2016 fue parte de la selección olímpica de Suecia que jugó en Brasil, y anotó su primer gol con la sub-23 en el encuentro contra su similar de Corea del Sur. En enero de 2017 debutó con la selección absoluta de Suecia en un amistoso contra Eslovaquia. 

## Estadísticas

### Clubes
Actualizado al 24 de mayo de 2025.
| Club                     | Div.          | Temporada     | Liga  | Liga  | Copas nacionales | Copas nacionales | Internacional | Internacional | Total | Total |
| Club                     | Div.          | Temporada     | Part. | Goles | Part.            | Goles            | Part.         | Goles         | Part. | Goles |
| ------------------------ | ------------- | ------------- | ----- | ----- | ---------------- | ---------------- | ------------- | ------------- | ----- | ----- |
| IF Sylvia · Suecia       | 3.ª           | 2013          | 22    | 4     | 0                | 0                | —             | —             | 22    | 4     |
| IF Sylvia · Suecia       | Total club    | Total club    | 22    | 4     | 0                | 0                | 0             | 0             | 22    | 4     |
| Ljungskile SK · Suecia   | 2.ª           | 2014          | 30    | 7     | 6                | 0                | —             | —             | 36    | 7     |
| Ljungskile SK · Suecia   | 2.ª           | 2015          | 30    | 4     | 4                | 3                | —             | —             | 34    | 7     |
| Ljungskile SK · Suecia   | Total club    | Total club    | 60    | 11    | 10               | 3                | 0             | 0             | 70    | 14    |
| Östersunds FK · Suecia   | 1.ª           | 2016          | 23    | 4     | 3                | 0                | —             | —             | 26    | 4     |
| Östersunds FK · Suecia   | 1.ª           | 2017          | 24    | 4     | 5                | 1                | 13            | 1             | 42    | 6     |
| Östersunds FK · Suecia   | 1.ª           | 2018          | 11    | 0     | 5                | 0                | —             | —             | 16    | 0     |
| Östersunds FK · Suecia   | Total club    | Total club    | 58    | 8     | 13               | 1                | 13            | 1             | 84    | 10    |
| Watford F. C. Inglaterra | 1.ª           | 2018-19       | 17    | 1     | 5                | 0                | —             | —             | 22    | 1     |
| Udinese Calcio · Italia  | 1.ª           | 2019-20       | 32    | 2     | 1                | 0                | —             | —             | 33    | 2     |
| Udinese Calcio · Italia  | Total club    | Total club    | 32    | 2     | 1                | 0                | 0             | 0             | 33    | 2     |
| Watford F. C. Inglaterra | 2.ª           | 2020-21       | 41    | 5     | 2                | 1                | —             | —             | 43    | 6     |
| Watford F. C. Inglaterra | 1.ª           | 2021-22       | 18    | 0     | 3                | 0                | —             | —             | 21    | 0     |
| Watford F. C. Inglaterra | 2.ª           | 2022-23       | 40    | 4     | 1                | 0                | —             | —             | 41    | 4     |
| Watford F. C. Inglaterra | 2.ª           | 2023-24       | 29    | 1     | 3                | 0                | ―             | ―             | 32    | 1     |
| Watford F. C. Inglaterra | 2.ª           | 2024-25       | 14    | 0     | 3                | 0                | ―             | ―             | 17    | 0     |
| Watford F. C. Inglaterra | Total club    | Total club    | 159   | 11    | 17               | 1                | 0             | 0             | 176   | 12    |
| Pafos F. C. Chipre       | 1.ª           | 2024-25       | 16    | 0     | 3                | 0                | 4             | 0             | 23    | 0     |
| Pafos F. C. Chipre       | Total club    | Total club    | 16    | 0     | 3                | 0                | 4             | 0             | 23    | 0     |
| Total carrera            | Total carrera | Total carrera | 347   | 36    | 44               | 5                | 17            | 1             | 408   | 42    |

### Selección nacional
Actualizado al 6 de septiembre de 2018.
| Selección Nacional | Año   | P J | Gol |
| ------------------ | ----- | --- | --- |
| Suecia             | 2017  | 1   | 0   |
| Suecia             | 2018  | 5   | 0   |
| Total              | Total | 6   | 0   |

## Vida personal
Los padres de Sema son congoleses, y su hermano Maic Sema también es futbolista. 

## Palmarés

### Títulos nacionales
| Título                     | Club          | País   | Año     |
| -------------------------- | ------------- | ------ | ------- |
| Copa de Suecia             | Östersunds FK | Suecia | 2016-17 |
| Primera División de Chipre | Pafos F. C.   | Chipre | 2024-25 |